# Trèbes
Trèbes je francouzská obec, která se nachází v departementu Aude, v regionu Okcitánie.

## Poloha
Obec má rozlohu 16,36 km². Nejvyšší bod je položen v nadmořské výšce 161 m n. m. a nejnižší bod leží ve výšce 67 m n. m.

## Památky

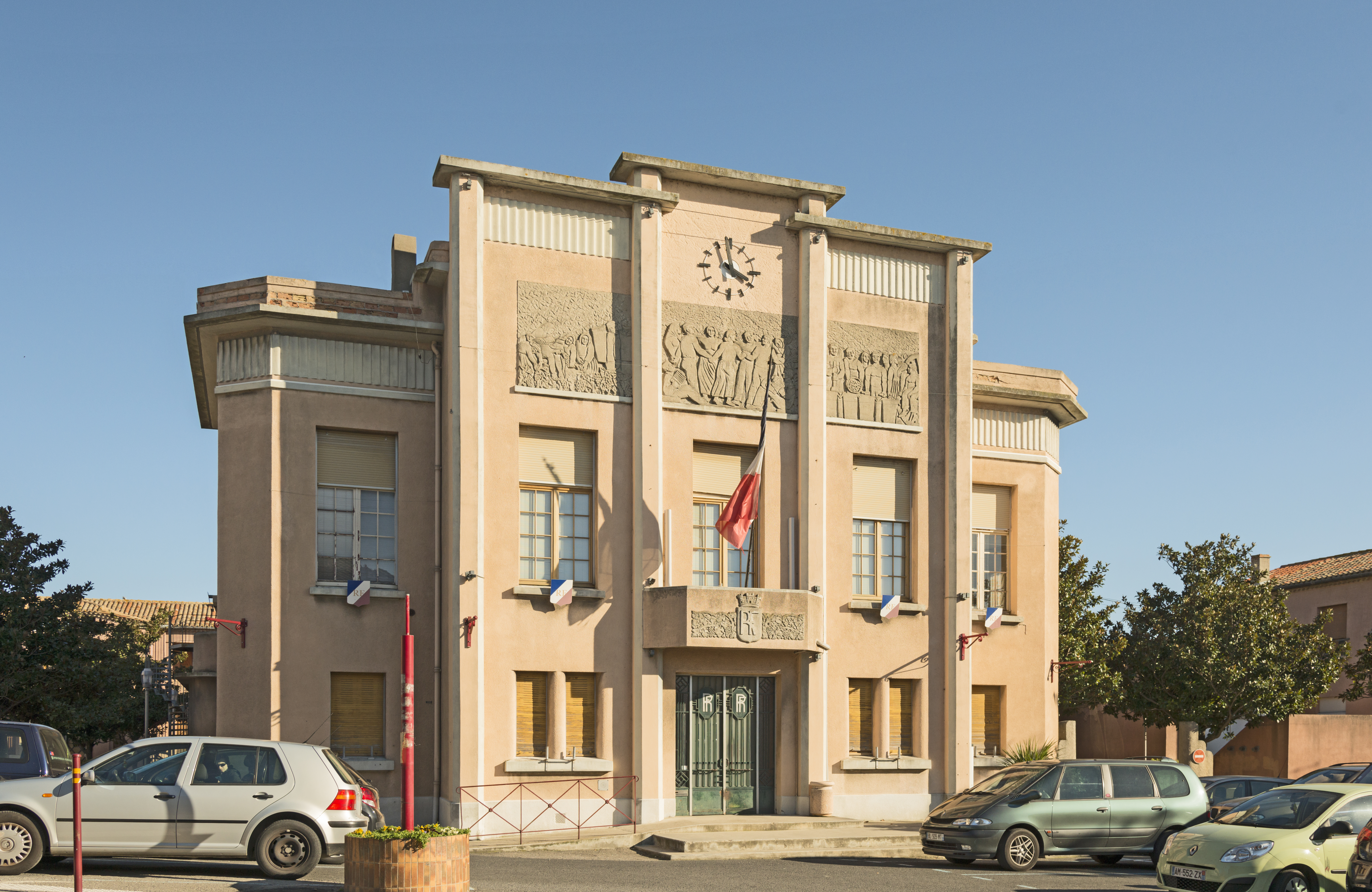
Radnice
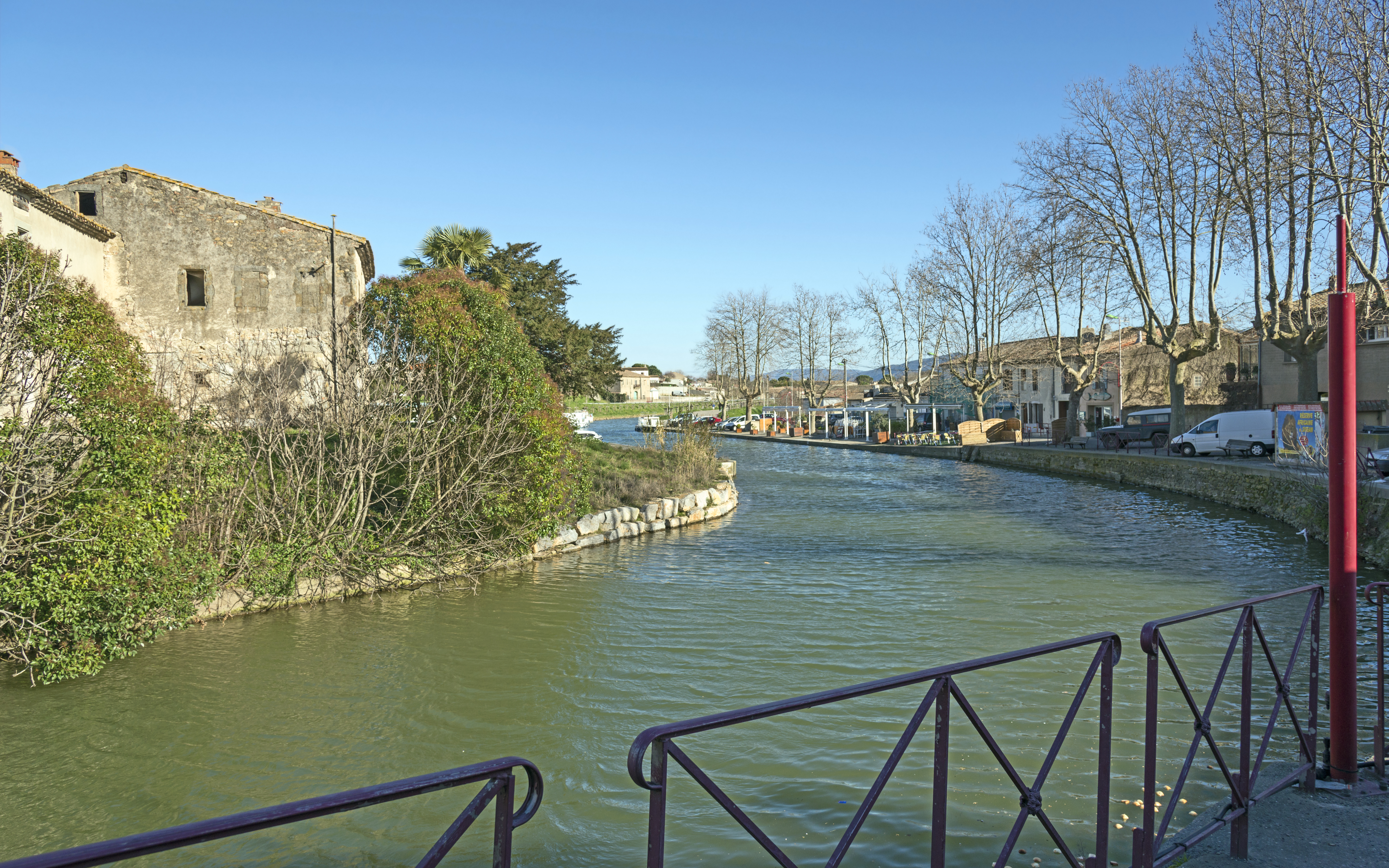
Canal du Midi
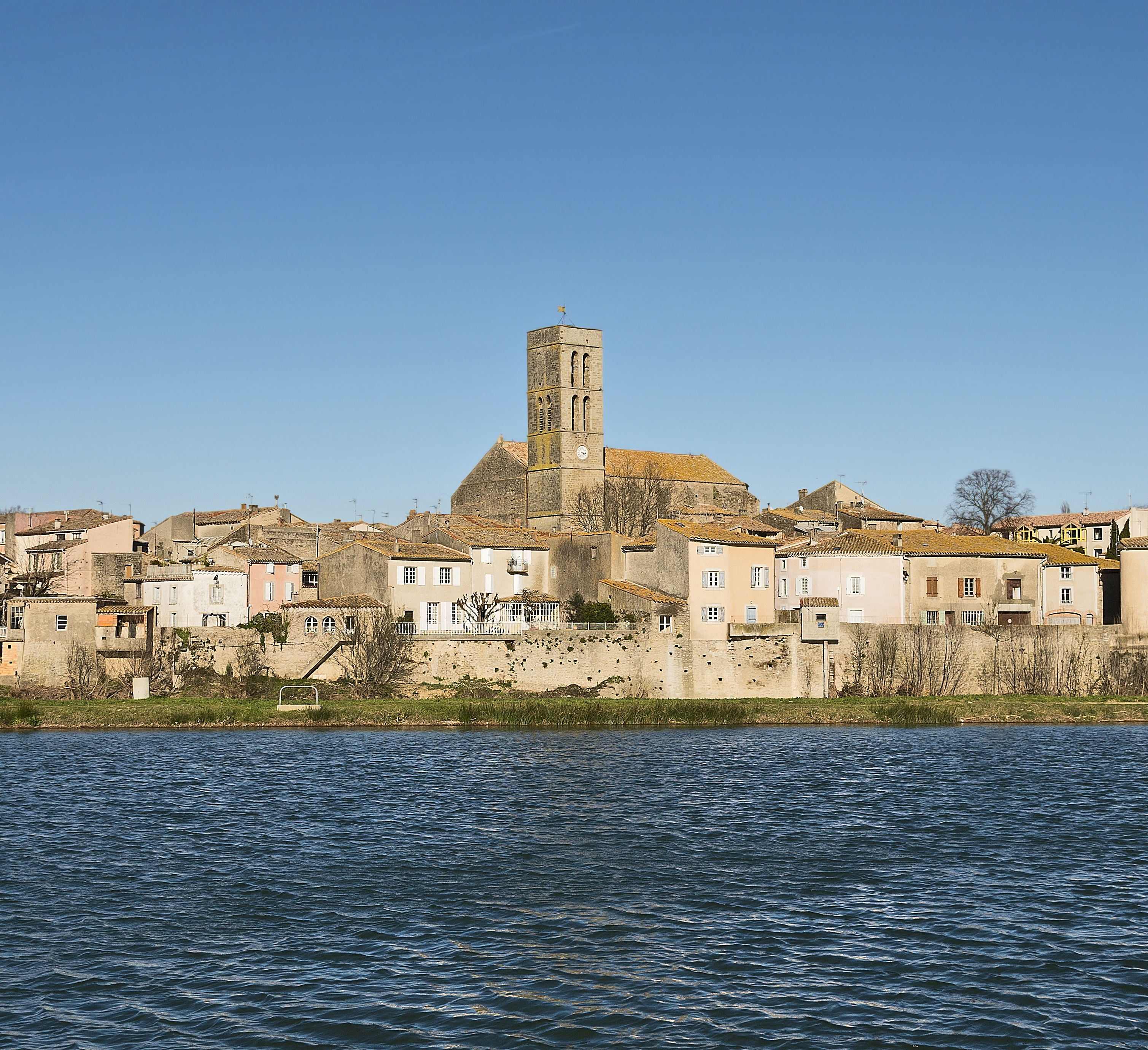
Kostel Saint-Étienne
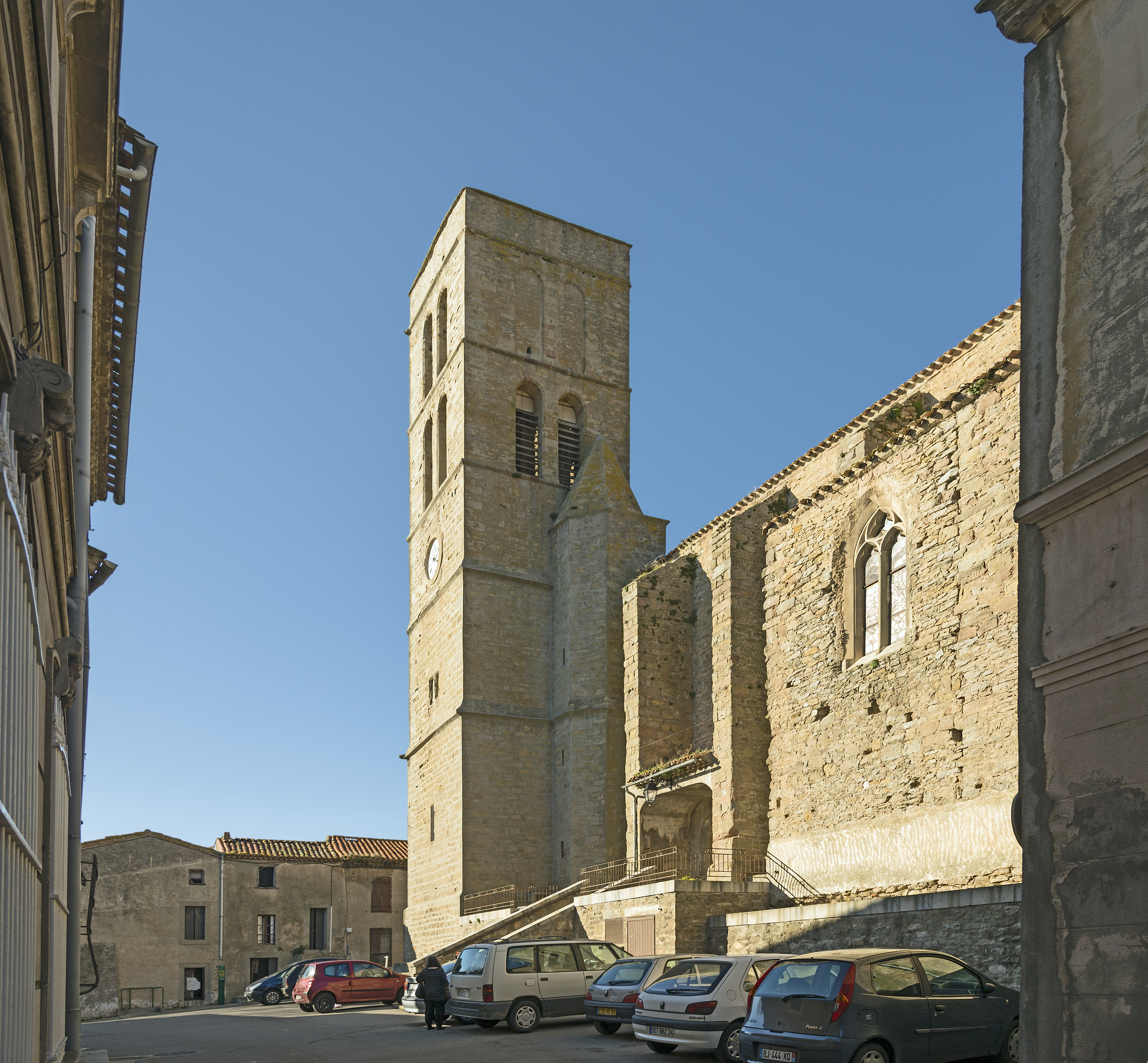
Kostel Saint-Étienne